# Amza Jianu
Amza Jianu (7 iunie 1881, la Fălcoiu, județul Romanați – d. 22 noiembrie 1962, București) a fost un medic român, profesor universitar la București. A făcut cercetări în chirurgia gastrică, a vezicii urinare, rinichilor și în esofagoplastie.

## Biografie
Amza Jianu a urmat cursurile facultății de medicină din București, fiind extern și intern prin concurs, după care este numit asistent în clinica de chirurgie condusă de Thoma Ionescu, unde își desăvârșește pregătirea de specialitate. În 1912, la recomandarea lui Th. Ionescu, este numit profesor de chirurgie la facultatea de medicină din Iași. Aici introduce tehnica rahianesteziei înalte cu stovaină, elaborată de maestrul său, și execută pentru prima dată esofagoplastia cu tub gastric pretoracic, pe care îl ridică până în regiunea cervicală. Introduce reguli stricte de asepsie și antisepsie și organizează primul curs de radiologie sub conducerea lui J. Vignal, medic în misiunea franceză. În 1920, este transferat ca șef al clinicii chirurgicale din Spitalul Colțea din București, unde organizează o secție de urologie și „Centrul anticanceros” (1928) cu 12 paturi, pentru radioterapie anticanceroasă.

## Distincții
- Semnul Onorific „Răsplata Muncii pentru 25 ani în Serviciul Statului” (13 octombrie 1941)[2]
- titlul de „Medic Emerit al Republicii Populare Romîne” (5 august 1954) „pentru merite excepționale și realizări deosebite în domeniul ocrotirii sănătății oamenilor muncii”[3]